# Bothrops leucurus
Bothrops leucurus är en ormart som beskrevs av Wagler 1824. Bothrops leucurus ingår i släktet Bothrops och familjen huggormar. Inga underarter finns listade.
Arten förekommer i östra Brasilien. Honor lägger inga ägg utan föder levande ungar.